# Communauté rurale de Notto
Ne doit pas être confondu avec Communauté rurale de Notto Gouye Diama.
La communauté rurale de Notto (ou Notto Diobass) est une communauté rurale du Sénégal située à l'ouest du pays. 
Elle fait partie de l'arrondissement de Notto, du département de Thiès et de la région de Thiès.